# Henning Allmer
Henning Allmer (* 16. November 1940 in Dresden-Albertstadt) ist ein deutscher Sportpsychologe und Hochschullehrer.

## Leben
Allmer beendete seine Schulbildung 1961 mit dem Abitur an einer Kölner Schule, es folgte bis 1968 an der Johannes Gutenberg-Universität Mainz ein Studium in den Fächern Psychologie und Publizistik. Von 1969 bis 1972 hatte Allmer an der Albert-Ludwigs-Universität Freiburg eine Assistentenstelle inne. Seine Doktorarbeit wurde 1973 an der Uni Mainz angenommen, das Thema lautete „Zur Diagnostik der Leistungsmotivation: Konstruktion eines sportspezifischen Motivationsfragebogens“.
Ab 1972 war Allmer am Psychologischen Institut der Deutschen Sporthochschule Köln (DSHS) tätig, ab 1974 als wissenschaftlicher Assistent. 1976 schloss er an der DSHS seine Habilitation ab und wurde ein Jahr später zum Universitätsprofessor befördert. Von 1980 bis zu seiner Entpflichtung 2006 leitete er innerhalb des Psychologischen Instituts die Abteilung Gesundheitspsychologie und war von 2003 bis 2006 Institutsleiter. Von 1983 bis 1989 war Allmer Dekan des Fachbereichs I, ab 2002 Prorektor und ab 1996 Mitglied des Habilitationsausschusses. Von 1997 bis 2003 war Allmer 1. Vorsitzender der Arbeitsgemeinschaft für Sportpsychologie in Deutschland.
Zu seinen Forschungsschwerpunkten gehörten Stress- und Erholungsforschung, Emotionspsychologie, Sport im Lebensverlauf, darunter Alterssport, Gesundheitspsychologie, Erlebnissport sowie Sport und Ethik.